# Mont Risoux
Le mont Risoux est un anticlinal du massif du Jura situé sur la frontière franco-suisse, culminant à 1 419 m d'altitude.

## Toponymie
On trouve les mentions montem Risum en 1177, Risso en 1186, Riso en 1219 et Risoud au XVIIIe siècle.

## Géographie

### Situation

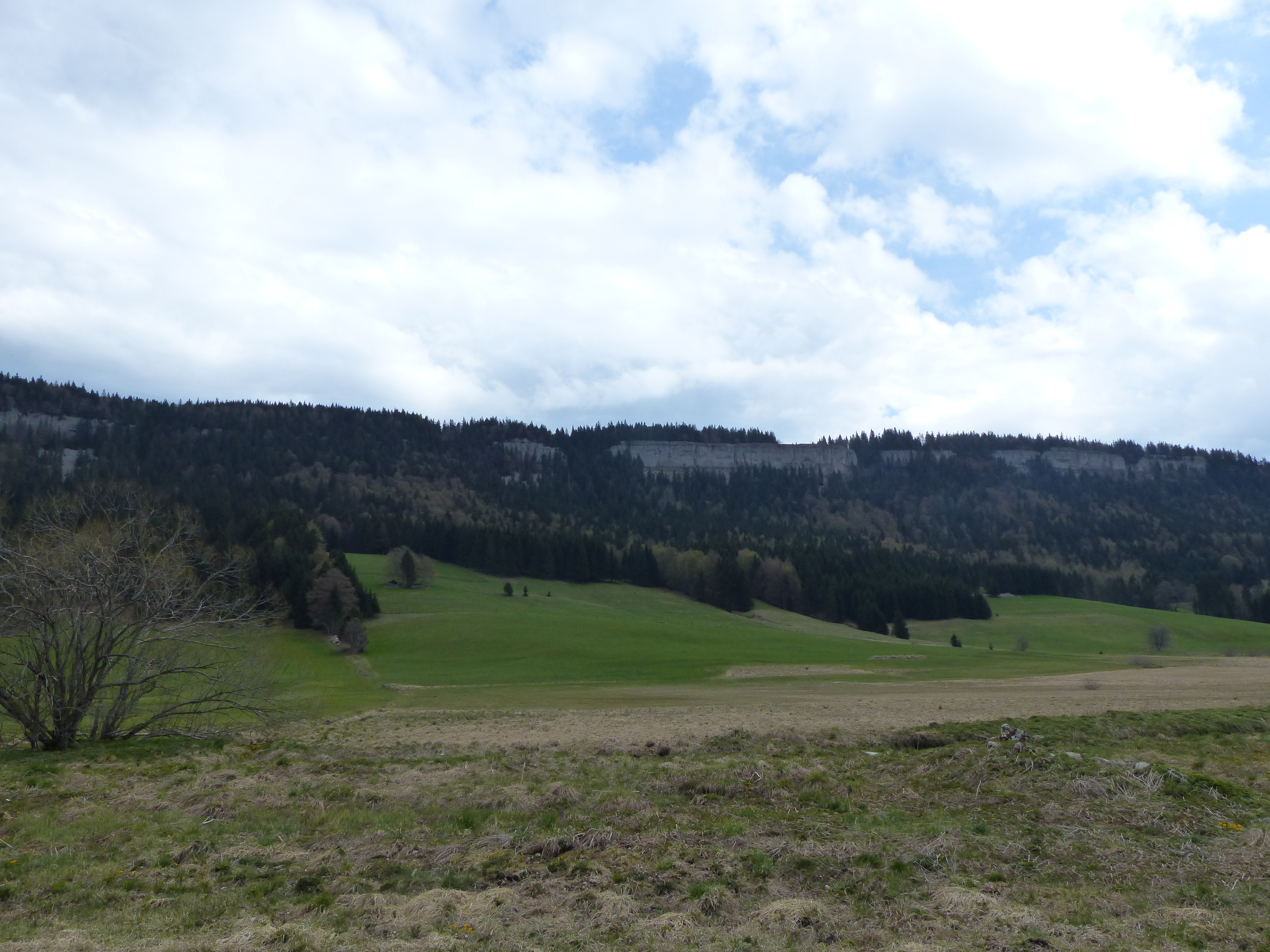
Vue du mont Risoux.

Le mont Risoux sépare la vallée de Joux des hautes vallées du Doubs et de la Saine. La partie sud du mont Risoux est recouverte par la forêt du Risoux.
Dans le canton de Vaud, la partie située au nord du Brassus et du Sentier à l'extrémité sud-ouest du lac de Joux est appelée Grand Risoux, alors que le Petit Risoux désigne la partie située au nord du Lieu et de L'Abbaye au nord-est du lac.
Le point culminant du massif est le Gros Crêt à 1 419 m d'altitude.

### Sommets principaux
- Le Gros Crêt (1 419 m)
- Crêt Gellin (1 314 m)
- Crêt à la Dame (1 302 m)
- Gros Crétet  (1 300 m)

### Hydrographie
Sur le versant sud-est du mont Risoux se trouve la vallée de Joux où coule l'Orbe, affluent de l'Aar dans le bassin versant du Rhin. Sur le versant nord-ouest se trouve la source du Doubs et celle du Brideau, affluent de la Saine ; ces cours d'eau étant des sous-affluents du Rhône. Ainsi, le mont Risoux se trouve sur la ligne de partage des eaux entre la mer du Nord et la mer Méditerranée. Les eaux coulant sur les pentes nord-ouest du mont Risoux finissent au sud dans la Méditerranée, inversement celles coulant sur les pentes sud-est au nord en mer du Nord.

### Géologie
Le massif est constitué de calcaires du Kimméridgien supérieur qui composent toute la ligne de crête.

### Forêts
Le mont Risoux est couvert par plusieurs forêts, parmi lesquelles la forêt du Risoux, la forêt domaniale du Noirmont (486 ha), la forêt domaniale du Risol (255 ha), la forêt domaniale du Verdet (129 ha) côté français et la forêt de Combe Noire côté suisse.